# 哈夫里利夫卡 (博羅瓦市鎮)
哈夫里利夫卡（烏克蘭語：Гаврилівка）是位於烏克蘭東部的村莊，由哈爾科夫州伊久姆區的博罗瓦市镇負責管轄。該村始建於1775年，面積2.56平方公里，海拔高度111米，2001年人口61，人口密度每平方公里23.8人。